# ألوها منتل أرتمتيك
ألوها منتل أرتمتيك هي طريقة علمية لحساب الأعداد الكبيرة والصغيرة وتعلم لمن هم في سن ماقبل الدراسة ويصبحون عباقرة رياضيات يملكون مهارات وقدرات ذهنية هائلة تمكنهم من التعامل مع هذا العلم ببساطة كبيرة وقدرة عالية، وهو مايشكل الأرضية الكافية للتفوق والإبداعألوهاهو نظام العدادالصيني، والذي تعود جذوره الأولى إلى العرب الذين فمن مدينة بابل وقبل مئات السنين من ميلادالمسيح كان التجار يقومون بعملياتهم الحسابية عن طريق سطور من الرمل وعليها حجارة صغيرة وهذه الآلية تطورت وانتقلت إلى الصينيين الذين قننوها على شكل عداد بدائي، وانتشر بعد ذلك إلى اليابان ودول شرق آسيا، ومر بمراحل تطوير عديدة حتى أصبح على شكله الأخير المتداول حاليا.